# YMCA Torino
La YMCA Torino è stata una squadra di pallacanestro maschile italiana della città di Torino. Più precisamente l'YMCA è stata una polisportiva costituitasi a Torino nel 1920, con anche le sezioni boxe, lotta, nuoto e scherma. La sua prima sede fu a Palazzo Nigra e per quanto riguarda gli impianti sportivi era senz'altro all'avanguardia, disponendo dell'unica piscina invernale della città. La polisportiva faceva capo ad un movimento internazionale originario di Londra fondato nel 1844 ad opera di un giovane impiegato: George Williams. La sigla YMCA sta per Young Men's Christian Association (it. Associazione Cristiana dei Giovani), organizzazione cristiana ecumenica ancor oggi esistente, che mira a fornire sostegno ai giovani e alle loro attività, in cui lo sport trova ampio spazio.
L'YMCA di Torino, allenata dall'uruguaiano Samuel Ybargoyen, prese parte ai campionati organizzati dalla Federazione Italiana Basket-Ball (FIB) negli anni venti. Per due anni consecutivi è arrivata alla finale per il titolo venendo in entrambe le circostanze sconfitta dalla ASSI Milano.
Nelle sue file ha giocato William R. Jones che è stato poi segretario generale della FIBA.
La prima partita di cui si ha traccia fu giocata nel marzo del 1925, un'amichevole contro i campioni dell'ASSI Milano, che terminò 18-18 (primo tempo 12-11 per i torinesi). In quell'occasione la formazione che scese in campo era la seguente: Bozzola, Ricordi (capitano), Oderda, Golzio, Caraffa. Il successivo 18 aprile 1925 venne giocata un'altra amichevole contro l'YMCA di Roma che vide vincitrice la compagine torinese per 39-24. In quell'occasione vennero schierati Bionducci, Domenichini, Ricordi, Bozzola,  Oderda, Turin, Golzio, Caraffa.
È nel 1926 che l'YMCA Torino ha la prima occasione di vincere il titolo italiano, giocando la finale a Venezia sul campo della Costantino Reyer, contro i campioni uscenti dell'ASSI Milano. Il primo tempo si chiude sul 14 - 7 per i milanesi. A cinque minuti dalla fine l'YMCA si ritrova con soli quattro uomini e si ritira sul punteggio di 13-20.
L'anno successivo si presenta l'occasione della rivincita per i torinesi, ma l'11 dicembre 1927 l'ASSI Milano si impone nuovamente, questa volta per 17-8, e si aggiudica il sesto campionato in sette anni, mentre per l'YMCA Torino resta il rammarico di non aver iscritto il proprio nome sull'albo d'oro, condannandosi così all'oblio.